# Кокуй (Упоровський район)
Коку́й (рос. Кокуй) — присілок у складі Упоровського району Тюменської області, Росія.
Населення — 79 осіб (2010, 95 у 2002).
Національний склад станом на 2002 рік:
- росіяни — 79 %